# Ghighiu, Prahova
Ghighiu (mai vechi, Cătunu ot Ghighiu, Mănăstirea Ghighiului) este un sat în comuna Bărcănești din județul Prahova, Muntenia, România. Se află la sud-est de Ploiești.
Așezarea este atestată documentar în 1471.
Satul a făcut parte din comuna Corlătești, până în 1968, când aceasta a fost desființată, iar satul a trecut la comuna Bărcănești. Lângă sat se află mănăstirea Ghighiu, întemeiată la 1814, care și-a luat numele de la sat și de la râul din apropierea lor. Mănăstirea Ortodoxă „Izvorul Tămăduirii” (1814, 1856-1866) este monument istoric.